# Каменная площадь (Братислава)
Каменная площадь (словац. Kamenné námestie, нем. Stein-Platz, венг. Kő-tér) — одна из центральных площадей города Братиславы, Словакия.

## Облик
Основными постройками нечётной стороны Каменной площади являются торговый дом Тesco/Теско (изначально торговый дом Prior/Приор), 1960-х гг. постройки, а также построенная в 1973 году гостиница «Киев» (в данный момент закрыта для гостей).

## Транспорт
На Каменной площади останавливаются следующие в направлении Нового города трамвайные маршруты 3 (Мост словацкого национального восстания — Рача), 4 (Дубравка — Золотые пески), 9 (Карлова-Весь — Ружинов).

## Галерея

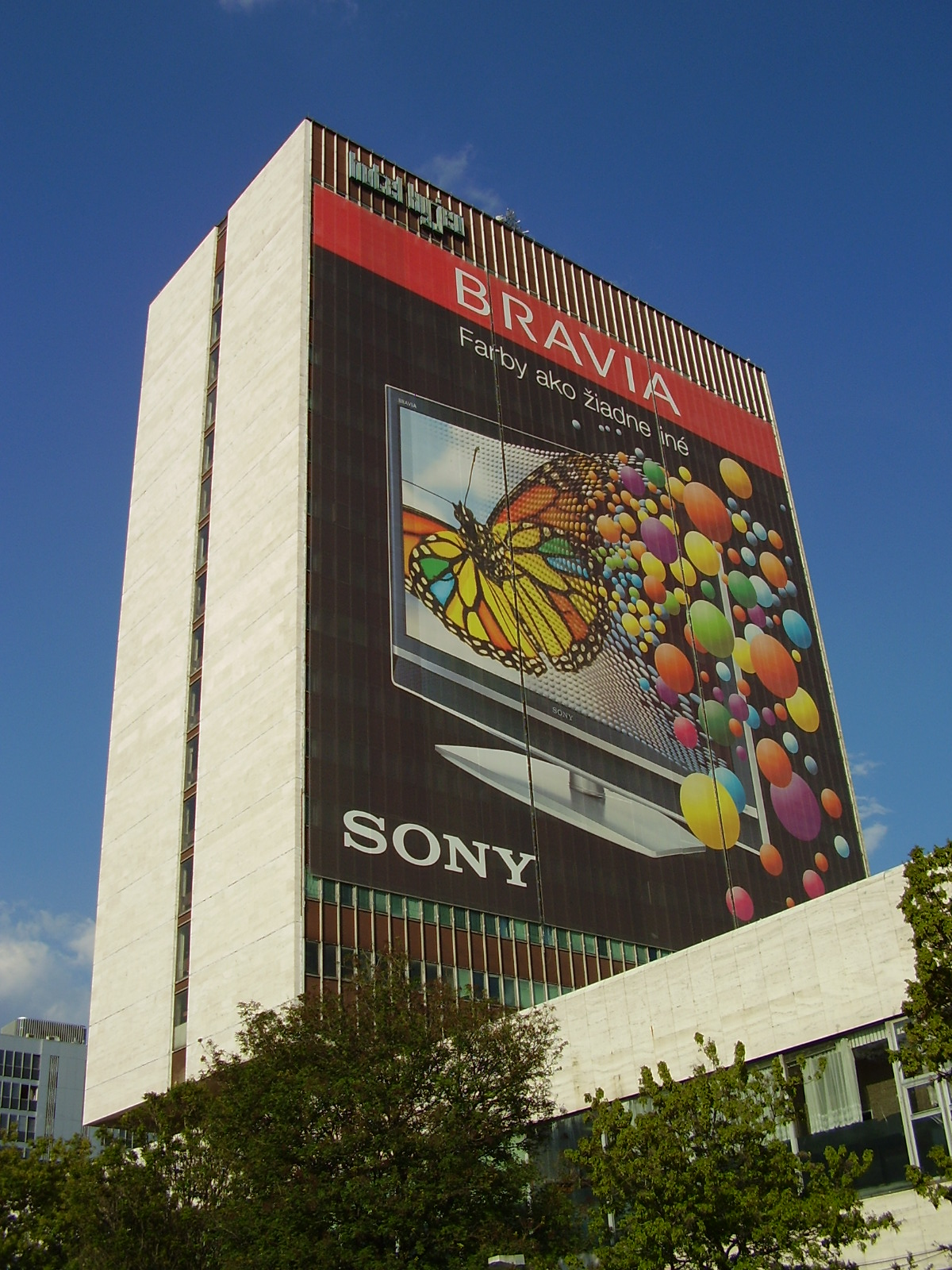
Гостиница Киев
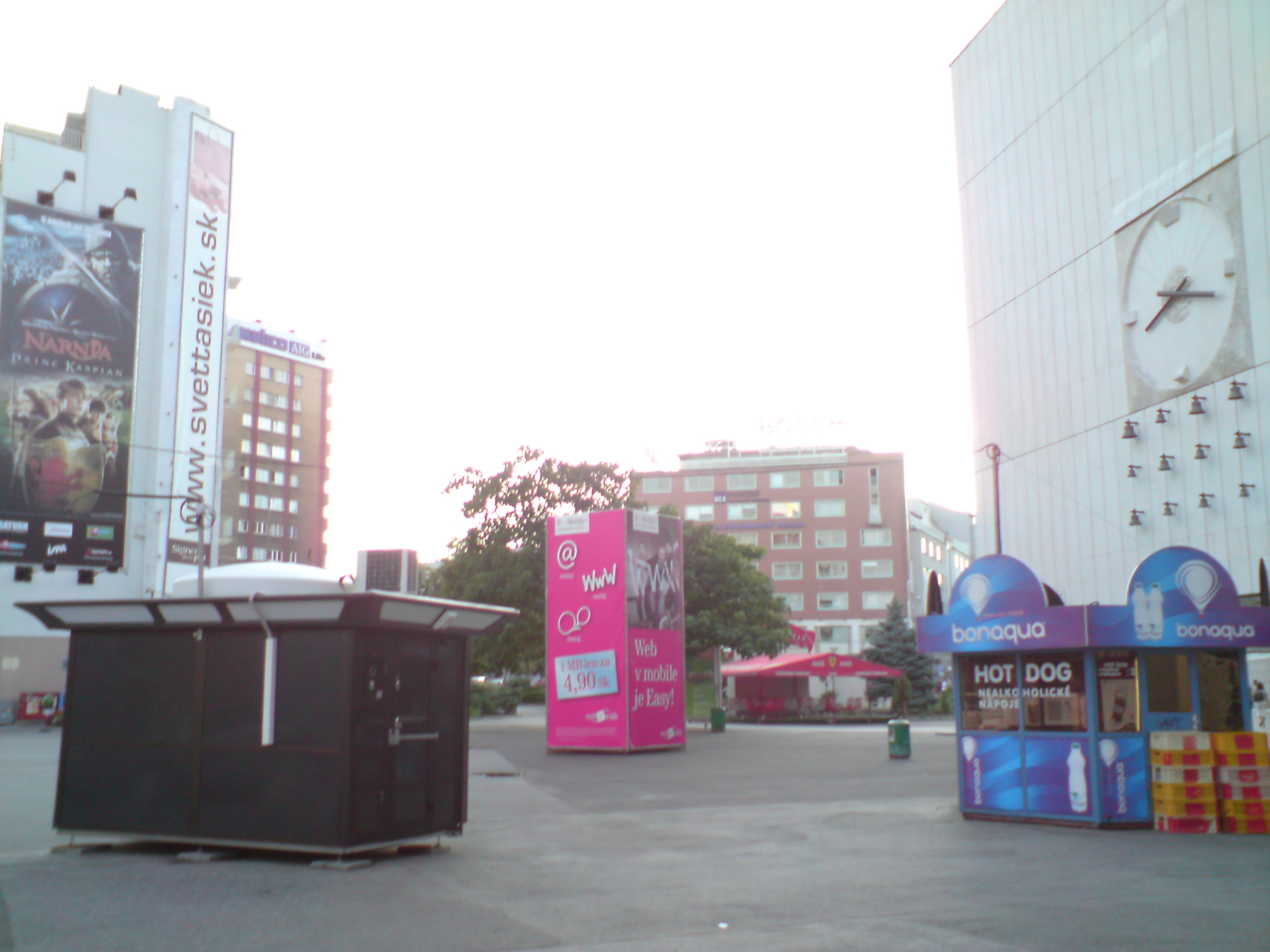
Ларьки на Каменной площади
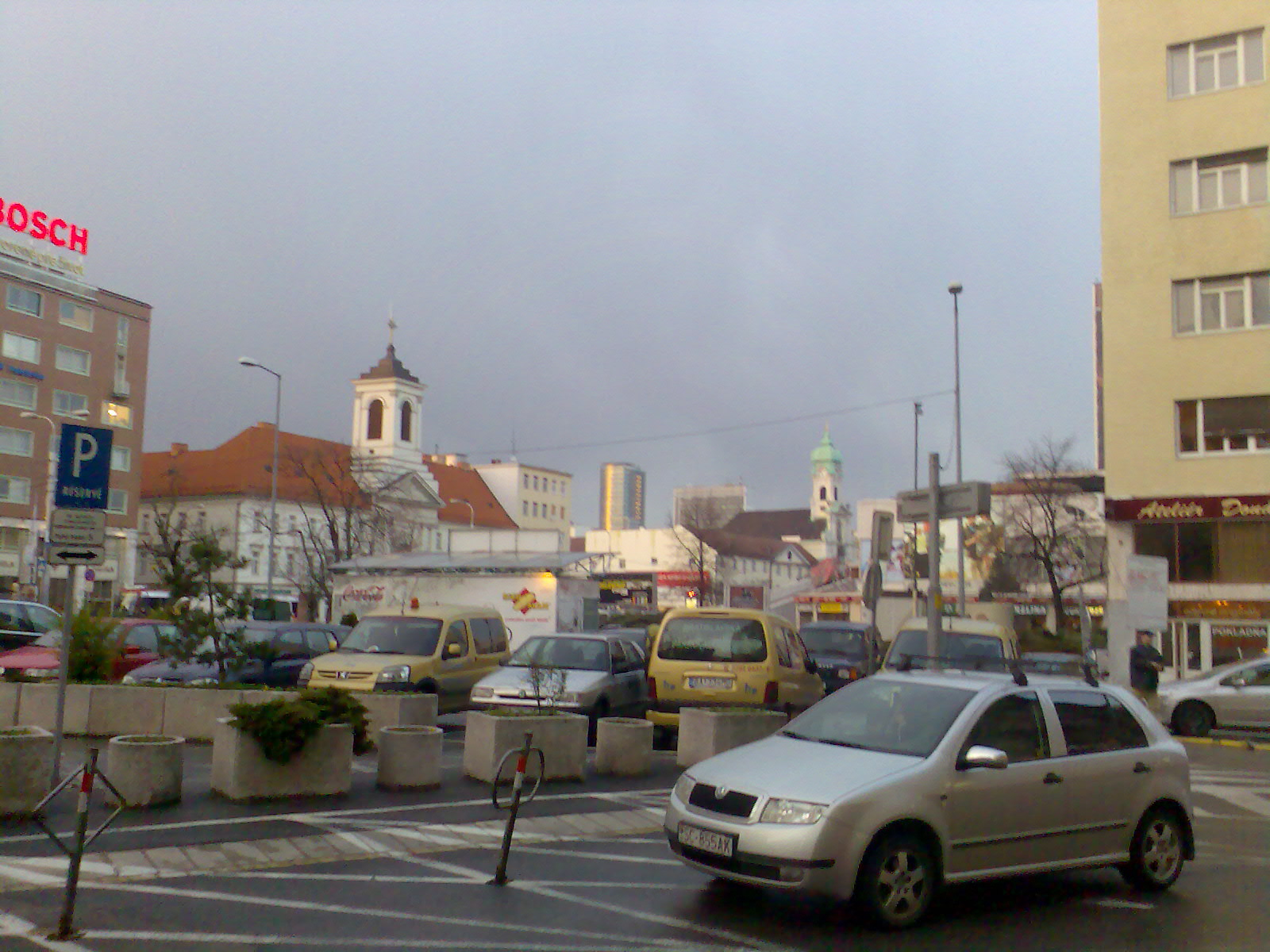
Парковка на Каменной площади
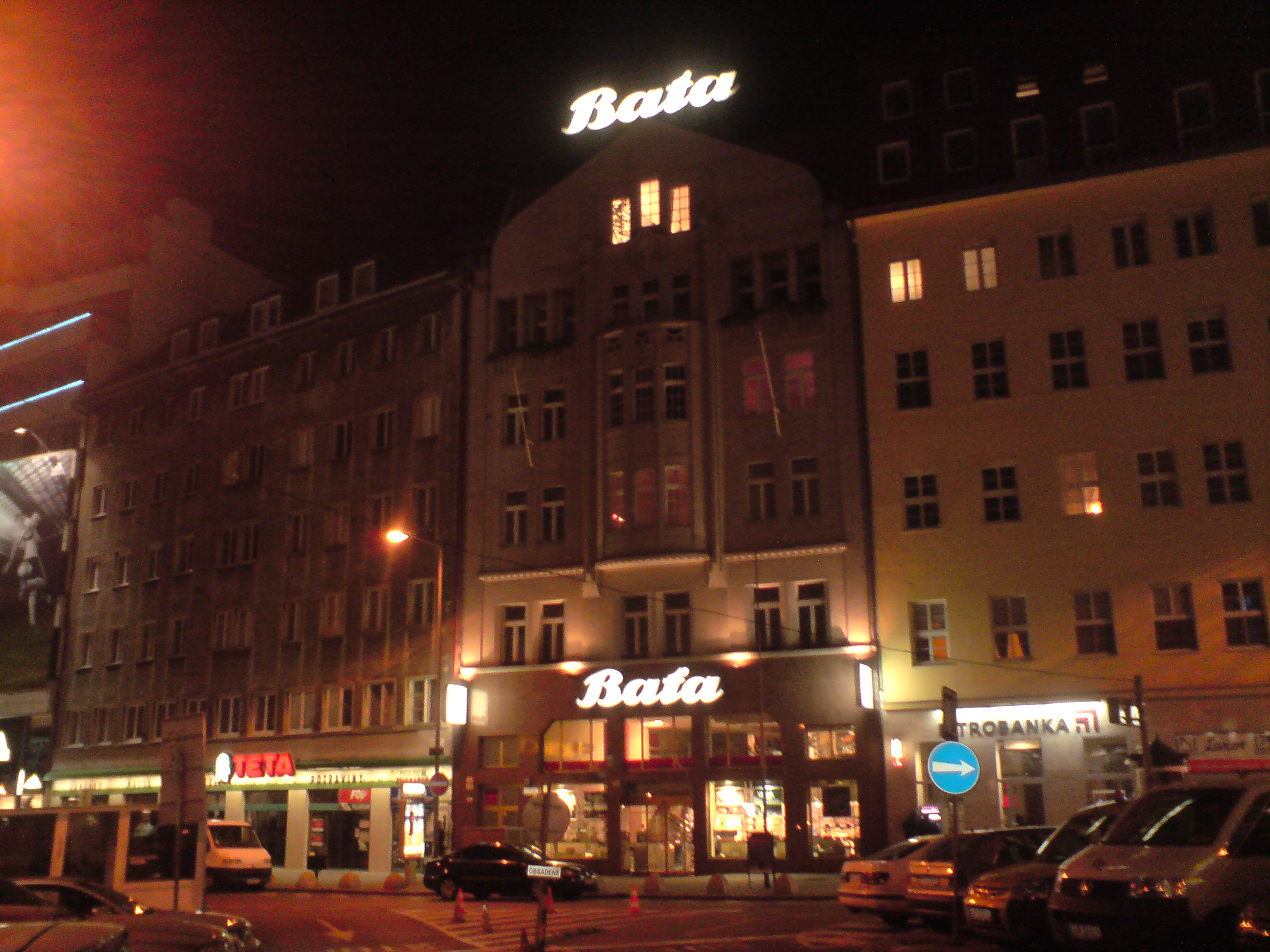
Торговый дом "Батя" на Каменной площади ранним вечером